# Klingerhaus

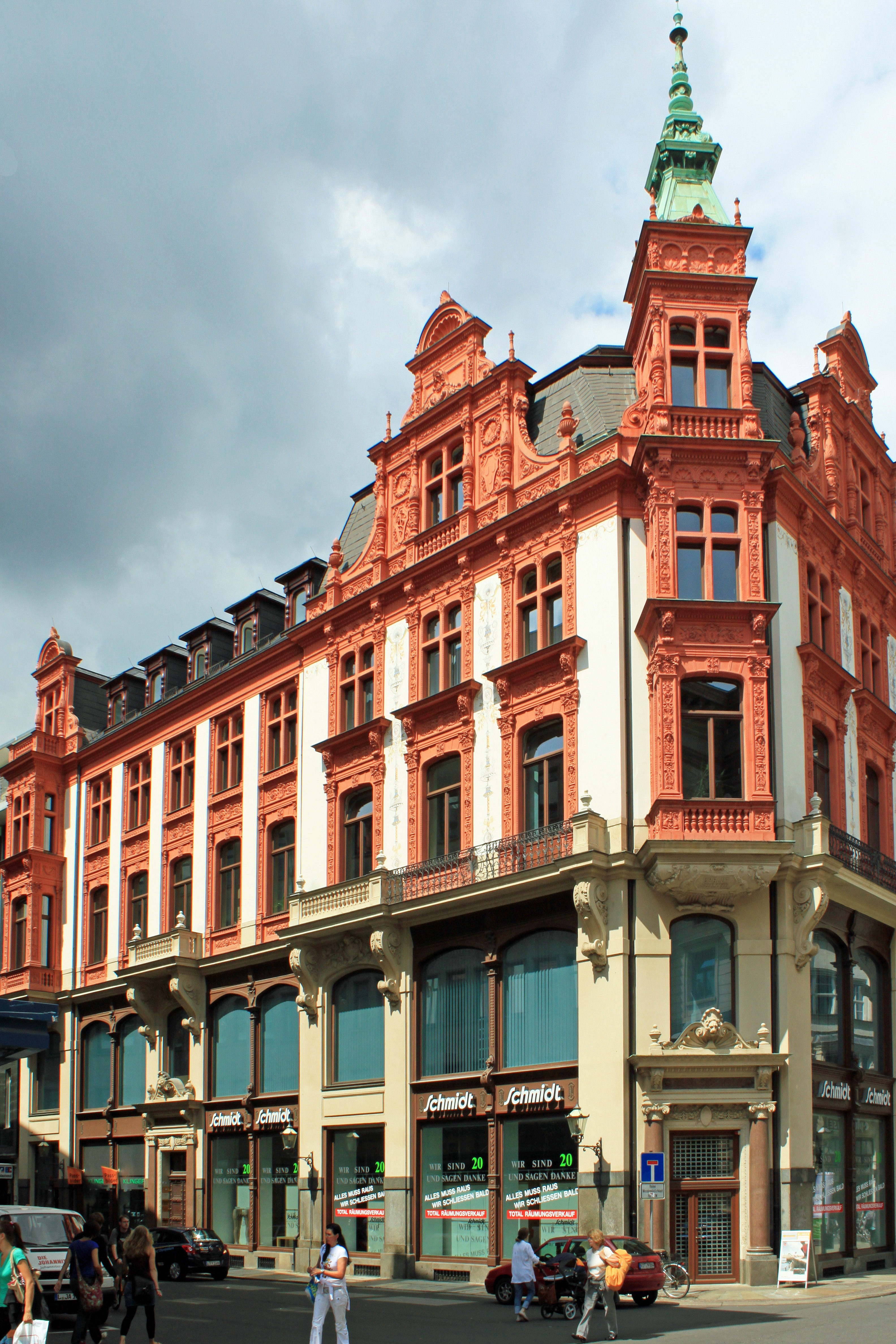
Klingerhaus (2010)

Das Klingerhaus (auch Klingers Haus) in Leipzig ist ein Wohn- und Geschäftshaus mit der Adresse Petersstraße 48, an der Ecke zur Schloßgasse. Die Fassaden des Gebäudes und die Ausstattung des Eingangsbereiches stehen unter Denkmalschutz.

## Geschichte
Der Seifen- und Parfümeriefabrikant Heinrich Louis Klinger (1816–1896) erwarb 1858 das auf den Grundstücken Petersstraße 48 und Schloßgasse 2 und 4 stehende Gebäude. In diesem wurde noch vor dem Erwerb des Hauses Heinrich Louis Klingers Sohn, der Maler und Bildhauer Max Klinger (1857–1920), geboren. 

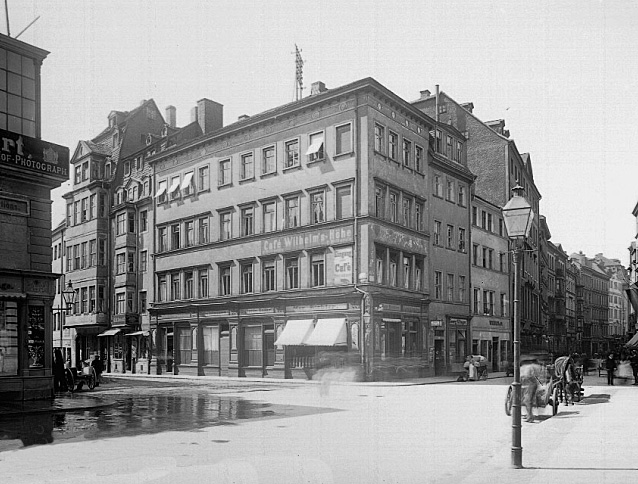
Der Vorgängerbau (1887)
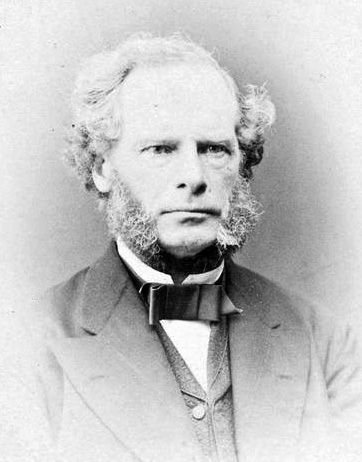
Bauherr H. L. Klinger
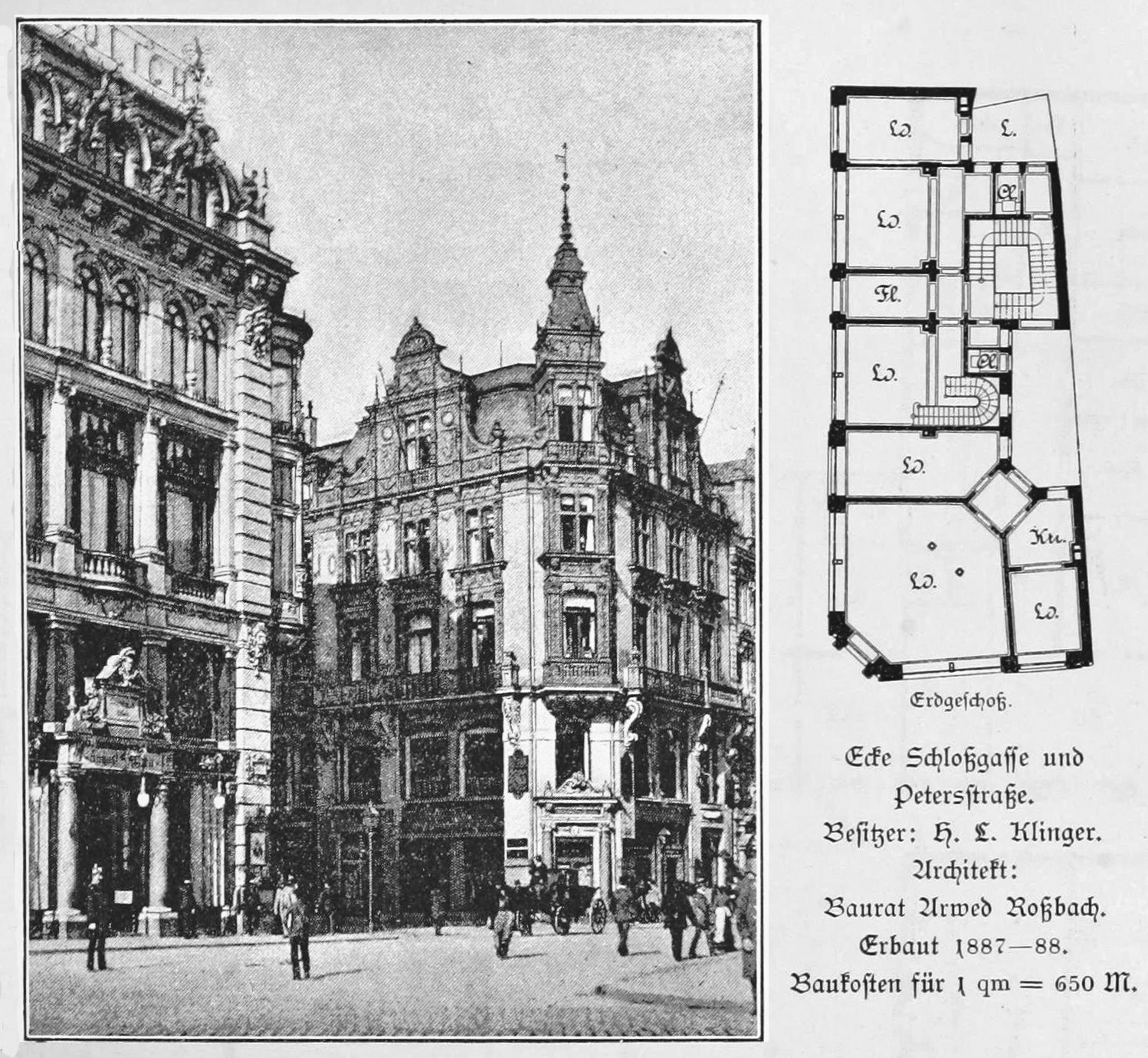
Neubau mit Grundriss

Nachdem Heinrich Louis Klinger auch noch das Nachbargrundstück in der Petersstraße erworben hatte, ließ er 1887 beide Gebäude abreißen und nach Plänen des Leipziger Architekten Arwed Roßbach (1844–1902) einen repräsentativen Neubau im Stil der Neorenaissance errichten. Seit 1905 trägt das Gebäude den Namen der Besitzerfamilie.
Im Zweiten Weltkrieg erlitt das Gebäude keine wesentlichen Schäden. In den 1970er Jahren erfolgte eine Fassadenrestaurierung. 1994/1995 wurde das Haus total entkernt und die Fassade nochmals saniert.

## Architektur

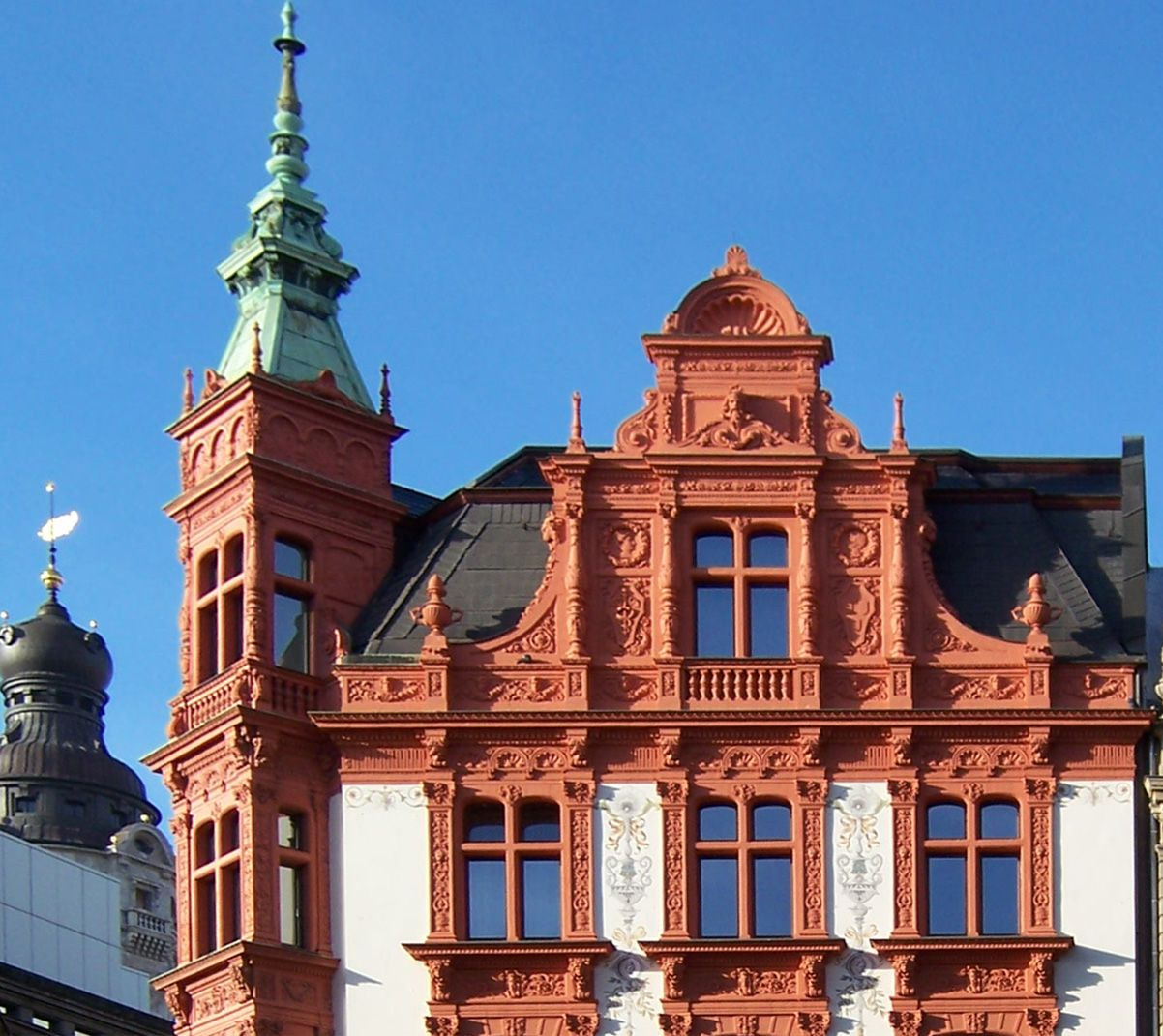
Östliches Zwerchhaus und Eckerker mit Turmaufbau (2007)

Das vierstöckige Eckgebäude besitzt Fassaden von 20 Meter Länge zur Petersstraße und 40 Meter zur Schloßgasse. Drei Fensterachsen weisen zur Petersstraße, neun zu Schloßgasse, und eine liegt in der gebrochenen Ecke. Wie in zahlreichen Leipziger Geschäftshäusern aus der Zeit des Historismus sind Erd- und erstes Obergeschoss, weil zumeist geschäftlich genutzt, relativ schmucklos und mit größeren Fenstern versehen.
Die beiden oberen Stockwerke, nach unten durch Balkonaustritte auf kräftigen Konsolen abgegrenzt, zeigen als Fensterrahmungen aufwändigen ornamentalen Travertinschmuck und bemalte Putzflächen zwischen den ersten drei Fenstern. Höhepunkte sind der dreigeschossige Eckerker mit einem turmartigen Aufsatz und die ihn flankierenden beiden Zwerchhäuser mit total travertinbelegten Staffelgiebeln. Die letzte Fensterachse in der Schlossgasse hat einen zweigeschossigen Erker und ein kleineres Zwerchhaus. Das Mansarddach mit fünf Giebelgauben zur Schloßgasse ist pappengedeckt.
Der Eckzugang zur Verkaufseinrichtung ist mit Säulen aufwändig gestaltet. Die oberen Etagen werden über ein Treppenhaus erreicht, zu dem eine Tür im Mittelteil des Schloßgassenflügels führt, und die zweite Verkaufseinrichtung durch eine Tür unter dem Schloßgassenerker.